# Bernard Quatermass
Bernard Quatermass ist ein fiktiver britischer Physiker des realen Britischen Weltraumprogramms (British space programme). Der Charakter wurde 1953 von Nigel Kneale für die BBC-Fernsehserie The Quatermass Experiment kreiert. Aufgrund des großen Erfolgs der Serie folgten bis 2005 drei weitere Fernsehserien, drei Spielfilme, eine Hörspielserie und ein Fernsehfilm.

## Charakter
Die deutlichste Ausprägung erhielt der Charakter in der sechsteiligen dritten Fernsehserie Quatermass and the Pit von 1958/59 mit André Morell in der Hauptrolle.
Als die britische Regierung beschließt, das von Quatermass in Leben gerufene zivile britische Weltraumprogramm zu militarisieren – es werden Militärstützpunkte auf dem Mond und auf dem Mars geplant, um die Erde „polizeilich“ zu kontrollieren – protestiert er auf Schärfste gegen diese Absichten, die nach seiner Meinung den Weltfrieden gefährden. Quatermass ist überzeugter Pazifist, der nur ein wissenschaftliches Interesse an der Weltraumfahrt besitzt. Sein Gegenpart in der Serie, Colonel Breen, denkt nur in militärischen Kategorien. Nach Wade war Morell der beste Schauspieler in der Rolle: „… the best Quatermass ever“.

## Produktionen in chronologischer Reihenfolge
1. 1953:  The Quatermass Experiment, Fernsehserie, Hauptdarsteller Reginald Tate.
2. 1955: Quatermass II, Fernsehserie, Hauptdarsteller John Robinson.
3. 1955: Schock, Spielfilm, Hauptdarsteller Brian Donlevy.
4. 1957: Feinde aus dem Nichts, Spielfilm, Hauptdarsteller Brian Donlevy.
5. 1958/59:  Quatermass and the Pit, Fernsehserie, Hauptdarsteller André Morell.
6. 1967: Das grüne Blut der Dämonen, Spielfilm, Hauptdarsteller Andrew Keir.
7. 1979: Quatermass, vierteilige Fernsehserie, Hauptdarsteller John Mills.
8. 1996: The Quatermass Memoirs, Hörspielserie mit Nigel Kneale auf BBC Radio 3.
9. 2005: The Quatermass Experiment, Fernsehfilm, Hauptdarsteller Jason Flemyng.

Ende der 1990er Jahre plante Kneale für die BBC eine weitere Fernsehserie unter dem Titel Quatermass and the Third Reich, in der Quatermass in den 1930er Jahren im Deutschen Reich auf Wernher von Braun trifft und unter anderem die Welteistheorie von Hanns Hörbiger thematisiert werden sollte. Die Serie wurde aus mangelndem Interesse der BBC nicht realisiert.

## Buchpublikationen
Aufgrund des Erfolgs der dritten Serie wurden die Scripts der drei Fernsehserien von 1953, 1955 und 1958/59 bei Penguin Books publiziert und 1978 bei Arrow Books neu aufgelegt. Das Serien-Script von 1979 wurde ebenfalls bei Arrow Books veröffentlicht.